# BINAP
BINAP is een afkorting voor de organofosforverbinding 2,2'-bis(difenylfosfino)-1,1'-binaftyl. De zuivere stof komt voor als een witte kristallijne vaste stof, die oplosbaar is in de meeste organische oplosmiddelen.
BINAP is een chiraal ligand dat veel gebruikt wordt in asymmetrische syntheses. Het bestaat uit een paar 2-difenylfosfinonaftylgroepen, die aan elkaar gelinkt zijn op de 1- en 1'-posities. Dit C2-symmetrisch skelet heeft geen stereocentra, maar vanwege sterische hindering wordt draaiing om de centrale binding verhinderd, waardoor de racemisatiebarrière hoog is. Derhalve komt de molecule voor in slechts 1 van beide enantiomere vormen. De dihedrale hoek tussen beide naftylsystemen bedraagt ruwweg 90°.

## Synthese
BINAP wordt bereid uit BINOL (1,1'-bi-2-naftol) via bis(triflaat)derivaten. Zowel de R- enS-enantiomeren als het racemaat zijn commercieel verkrijgbaar.

## Toepassingen
BINAP wordt gebruikt in de organische syntheses voor enantioselectieve transformaties, gekatalyseerd door een complex van ruthenium, rodium of palladium.
Rodiumcomplexen van BINAP worden gebruikt in de synthese van (-)-menthol, naar pionierswerk dat verricht werd door Ryoji Noyori en diens medewerkers.
Deze synthetische methode werd geïndustrialiseerd door Takasago International Corporation. Deels voor dit werk kreeg Ryoji Noyori in 2001 de Nobelprijs voor de Scheikunde.

## Reacties
BINOL kan reageren met chloordifenylfosfaan om zo BINAPO te vormen: difenyl-[1,1'-binaftaleen]-2-2'-diylester.